# Middlesbrough F.C.
Middlesbrough Football Club er en engelsk fodboldklub fra Middlesbrough, som spiller i landets næstbedste række, Championship. Klubben spiller sine hjemmekampe på Riverside Stadium, hvor at de har spillet siden 1995.

## Historie

### Tidlige historie
Klubben blev dannet i 1876 af spillere fra den lokale cricket klub. Klubben blev først professionel i 1889, men må gå tilbage til amatørstatus efter 3 år. Klubben blev igen professionel i 1899, da klubben blev medlem af English Football League. I 1902 rykkede klubben for første gang op i den bedste række, First Division, og flyttede året efter ind på Ayresome Park, hvor de ville spille i mere end 90 år.
Klubben var over de næste år, med kun en enkelt treårig periode til undtagelse, et fast hold i First Division, en rolle som de holdte frem til 1954, hvor klubben rykkede ned. Klubben rykkede i 1966 for første gang i holdets historie ned i Third Division, men rykkede dog direkte op igen. Klubben vendte efter 20 år i 1974 tilbage til First Division, og var i 1970erne et stabilt hold i den bedste række.

### Økonomiske problemer
Klubben ramte i 1980'erne markante økonomiske problemer, som resulterede i at klubben styrtede ned igennem rækkerne, og i 1986 blev de igen rykket ned i Third Division. Klubbens problemer var dog markant større end bare nedrykning, da klubben var bundet af så massiv gæld, at den ikke havde råd til at betale de 350.000 pund, som det kostede at være medlem af Football League, og var meget tæt på at gå konkurs. Klubben blev reddet til sidst af nye ejere, og overlevede med nød og næppe som et Football League hold.

### Retur til toppen
Det nye ejerskab ledte Middlesbrough til to oprykninger i streg, og var dermed tilbage i den bedste række, nu omdøbt til Division One. Trods en enkelt op- og nedrykning mere var Middlesbrough en af de grundlæggende medlemmer af Premier League i 1992. Over de næste på blev klubben kendt som en så kaldt 'yoyo-klub', da den gentagende gange rykkede op og ned mellem Premier League og Championship.

### Første trofæ og UEFA Cup-finale
Klubbens bedste periode kom i starten af 2000erne, hvor at klubben vandt deres første trofæ i klubbens historie, da de vandt League Cup i 2003-04 sæsonen. I 2004-05 sluttede på syvendepladsen i Premier League, deres hidtil bedste placering, som også betød at klubben kvalificerede sig til en europæiske turnering for første gang i klubbens historie. I 2006 kom klubben imod alle forventninger til UEFA Cup-finalen, men tabte dog her til Sevilla.

### Tilbage til Championship
Middlesbrough rykkede dog ned til Championship igen i 2009, og med undtagelse af en enkelt sæson tilbage i Premier League i 2016-17, har klubben spillet i Championship siden.

## Titler

### Ligaer
- Division Two / Division One / EFL Championship: 4 (1926–27, 1928–29, 1973–74, 1994–95)
- Northern League: 3 (1893–94, 1894–95, 1896–97)

### Cups
- League Cup: 1 (2003-04)

## Nuværende trup
Oversigten er opdateret til og med 10. maj 2025.
| Nr. | Land    | Position | Spiller                   |
| --- | ------- | -------- | ------------------------- |
| 1   | Senegal | MM       | Seny Dieng                |
| 3   | Holland | FO       | Rav Van Den Berg          |
| 4   | England | MI       | Dan Barlaser              |
| 6   | England | FO       | Dael Fry                  |
| 7   | England | MI       | Hayden Hakney             |
| 11  | England | AN       | Morgan Whittaker          |
| 15  | Surinam | FO       | Anfernee Dijksteel        |
| 16  | England | MI       | Jonathan Howson (Anfører) |
| 18  | USA     | MI       | Aidan Morris              |
| 20  | Irland  | MI       | Finn Azaz                 |

| Nr. | Land         | Position | Spiller             |
| --- | ------------ | -------- | ------------------- |
| 12  | England      | FO       | Luke Ayling         |
| 23  | Australien   | MM       | Tom Glover          |
| 24  | Sierra Leone | FO       | Alex Bangura        |
| 25  | England      | FO       | George Edmundson    |
| 29  | England      | AN       | Samuel Iling-Junior |
| 26  | Irland       | FO       | Darragh Lenihan     |
| 28  | England      | FO       | Ryan Giles          |
| 30  | Brasilien    | FO       | Neto Borges         |
| 31  | England      | MM       | Sol Brynn           |
| 32  | Irland       | MM       | Mark Travers        |
| 39  | England      | AN       | Sonny Finch         |
| 9   | Nigeria      | AN       | Kelechi Iheanacho   |
| 10  | Surinam      | AN       | Delano Burgzorg     |
| 8   | Australien   | AN       | Riley McGree        |
| 21  | Finland      | AN       | Marcus Forss        |
| 22  | Skotland     | AN       | Tommy Conway        |
| 50  | Skotland     | AN       | Ben Doak            |

### Udlejet
| Nr. | Land           | Position | Spiller                                       |
| --- | -------------- | -------- | --------------------------------------------- |
| 9   | Uganda         | AN       | Uche Ikpeazu (Udlånt til Cardiff City)        |
| 19  | England        | AN       | Chuba Akpom (Udlånt til PAOK)                 |
| 29  | England        | FO       | Djed Spence (Udlånt til Nottingham Forest)    |
| 32  | Nordmakedonien | MM       | Dejan Stojanović (Udlånt til Ingolstadt)      |
| 33  | England        | FO       | Jack Robinson (Udlånt til Yeovil Town)        |
| 38  | England        | MI       | Hayden Hackney (Udlånt til Scunthorpe United) |

| Nr. | Land    | Position | Spiller                                         |
| --- | ------- | -------- | ----------------------------------------------- |
| 39  | Holland | MI       | Malik Dijksteel (Udlånt til Whitby Town)        |
| —   | England | MI       | Sam Folarin (Udlånt til Queen of the South)     |
| —   | England | MI       | Isaac Fletcher (Udlånt til Hartlepool United)   |
| —   | England | MI       | Hayden Coulson (Udlånt til Peterborough United) |
| —   | England | AN       | Rumarn Burrell (Udlånt til Kilmarnock)          |